# Phoenicoprocta variabilis
Phoenicoprocta variabilis là một loài bướm đêm thuộc phân họ Arctiinae, họ Erebidae.